# الجنرال دير كافاليري
```
جنرال دير كافاليري
 أو 
جنرال الفرسان
 ( 
(
بالألمانية
: 
General der Kavallerie
)‏
 ) كان 
جنرال فرع
 تحت تصنيف OF8 في 
الجيش الإمبراطوري
، و
الرايخويهر
، و
الفيرماخت
. كانت ثاني أعلى رتبة ضابط عام تحت رتبة 
كولونيل عام
. تم تسمية ضباط المدفعية من الرتبة المعادلة 
جنرال دير أرتيليري
، وضباط المشاة من الرتبة المعادلة 
الجنرال دير إينفانتيري
. وأنشأ الفيرماخت أيضًا 
الجنرال دير بانزتروبن
 (قوات الدبابات)، 
والجنرال دير جبيرجستروب
(القوات الجبلية)،
والجنرال دير بيونيير
 (المهندسين)، 
والجنرال دير فولشيرميرتروب
 (قوات المظلات)، 
والجنرال دير فليغر
 (الطيارون)، 
والجنرال دير ناخريختنتروينب
 (قوات الاتصالات)، 
والجنرال دير لوفتشناتشيرتروبه
 (قوات الاتصالات الجوية).
```

## ب
- فريدريش فون برنهاردي (1849-1930)
- موريتز فون بيسينج (1844-1917)

## C
- فريدريش أوغست بيتر فون كولوم (1775-1854)

## د
- جورج غراف فون دير ديكين (1787-1859)

## E
- كارل فون اينيم (1853-1934)
- رودولف كوتش-إرباخ (1886-1971)
- فرانز هيرمان غونتر فون إيتزل (1862-1948)

## F
- ماكس فون فابك (1854-1916)
- هانز فيج (1880-1953)
- كورت فيلدت (1897-1970)
- رودولف فون فروميل (1857-1921)

## G
- أوتو فون غارنييه (1859-1947)
- لودفيج فريهر فون جيبساتيل (1857-1930)

## H

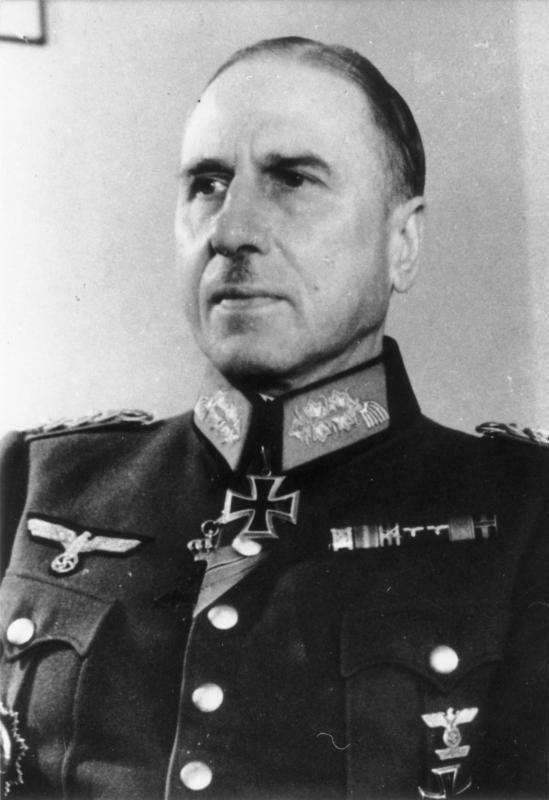
إريك أوسكار هانسن، قائد سلاح الفرسان خلال الحرب العالمية الثانية

- غوتليب جراف فون هيسيلر (1836-1919)
- إريك أوسكار هانسن (1889-1967)
- غوستاف هارتينيك (1892-1984)
- فيليب فون هيلينغراث (1862-1939)
- إريك هوبنر (1886-1944)
- إرنست فون هوبنر (1860-1922)
- ليونارد فون هوهنهاوزن (1788-1872)
- غوستاف فون هولين (1851-1917)

## ك
- فيليب كليفيل (1887-1964)
- بول لودفيج إيوالد فون كليست (1881-1954)
- رودولف كوتش-إرباخ (1886-1971)
- كارل إريك كوهلر (1895-1958)
- أوتو كريس فون كريسنستين (1850-1929)
- كارل ويلهلم هاينريش فون كلايست (1836-1917)

## L
- ماكسيميليان فون لافيرت (1855-1917)
- جورج ليندمان (1884-1963)

## M
- أوغست فون ماكينسن (1849-1945)
- إبرهارد فون ماكينسن (1889-1969)
- جورج فون دير مارويتز (1856-1929)

## P
- كورت فون بفويل ( 1849-1936 )
- إرنست لودفيج فون بفويل ( 1716-1798 )
- جورج آدم فون بفويل (1618-1672)
- الأمير فريدريش ليوبولد من بروسيا (1865-1931)

## R
- مانفريد فريهر فون ريشتهوفن (1855-1939)

## S
- ماكسيميليان فون سبيديل (1856-1943)
- ليو جير فون شوبنبرغ (1886-1974)

## U
- فيلهلم كارل ، دوق أوراخ

## W
- ألفريد فون والديرسي (1832-1904)
- Maximilian von Weichs (1881–1954) (تمت ترقيته لاحقًا إلى Generalfeldmarschall )
- سيغفريد ويستفال (1902-1982)

## Z
- كريستيان فون زويبروكن (1782-1859)